# أليخاندرا ألفاريز
أليخاندرا ألفاريز هي لاعب كرة مضرب إكوادورية، ولدت في 24 يوليو 1994.

## وصلات خارجية
- أليخاندرا ألفاريز على موقع رابطة محترفات التنس (الإنجليزية)
- أليخاندرا ألفاريز على موقع الاتحاد الدولي لكرة المضرب (الإنجليزية)
- أليخاندرا ألفاريز على موقع كأس بيلي جين كينغ (الإنجليزية)
- أليخاندرا ألفاريز على موقع خلاصة التنس.كوم (الإنجليزية)